# James P. Hogan
James Patrick Hogan (Londra, 27 giugno 1941 – 12 luglio 2010) è stato un autore di fantascienza britannico.

## Biografia
Nato in Gran Bretagna da padre irlandese e madre tedesca, ha studiato presso il Royal Aircraft Establishment di Farnborough (Hampshire), specializzandosi in ingegneria elettronica. Si è sposato quattro volte e ha avuto sei figli.
Trasferitosi per lavoro negli Stati Uniti, ha pubblicato il primo racconto nel 1977 ed ha iniziato a scrivere professionalmente due anni dopo. Si è trasferito in Irlanda alla fine degli anni ottanta, ma viveva ancora per parte dell'anno in Florida.
Hogan appartiene alla fantascienza hard: sebbene le sue conoscenze scientifiche siano limitate, nelle sue opere meno recenti dava il senso di come lavorassero gli scienziati impegnati in nuove scoperte, pur senza entrare nei dettagli.
La sua visione filosofica su come si dovrebbe operare in campo scientifico emerge in molti dei suoi racconti: le teorie scientifiche dovrebbero essere formulate sulla base di ricerche sul campo e se una teoria non rispecchia i fatti è questa che dovrebbe essere abbandonata e non i fatti sottovalutati. Il ciclo dei giganti (Giants) ne mostra un esempio evidente. Il racconto inizia con il rinvenimento sulla Luna di uno scheletro umano risalente a 50.000 anni fa e la scoperta porta ad una serie di indagini: man mano che nuovi dati vengono scoperti le teorie elaborate su come il corpo dell'astronauta fosse arrivato sul nostro satellite in un'epoca così antica vengono elaborate, abbandonate e sostituite. La serie mostra la forza e la debolezza del primo Hogan, poiché la soluzione del mistero sarebbe in realtà impossibile su basi astrofisiche corrette.

## Temi

### Simpatia per teorie marginali
Nelle sue opere più recenti Hogan si rivolge a teorie pseudoscientifiche o marginali (la versione di Immanuel Velikovsky del catastrofismo, la teoria di un disegno intelligente nell'evoluzione delle specie darwiniana, l'ipotesi che la diffusione dell'AIDS si debba a cause farmacologiche piuttosto che al virus dell'HIV). 
Sebbene queste teorie sembrino contraddire la sua visione precedente della razionalità scientifica, Hogan afferma che sono invece coerenti con la visione secondo cui una teoria scientifica non va accettata solo per la sua larga diffusione.
Hogan ha inoltre affermato che la Shoah non è avvenuta nel modo ricostruito dagli storici, affermando che trova le opere di Arthur Butz e Mark Weber "più erudite, scientifiche e convincenti di quelle della storia scritta sulla base di quello che affermano i vincitori."

### Visione antiautoritaria
La narrativa di Hogan riflette inoltre una visione antiautoritaria in campo sociale. Molti dei suoi racconti hanno tematiche anarchiche o libertarie, spesso promuovendo l'idea che alcuni progressi tecnologici rendano certe convenzioni sociali obsolete. Questa mescolanza di speculazioni sociali e scientifiche è chiaramente presente nel racconto Voyage from Yesteryear (fortemente influenzata dal celebre racconto di Eric Frank Russel And Then There Were None), in cui si descrive il contatto tra una società altamente tecnologica e anarchica su un pianeta del sistema di Alpha Centauri e una nave proveniente dalla Terra, governata da una dittatura. Nella storia sono compresi molti elementi della disobbedienza civile.

## Opere
- Inherit the Stars 1977 (Primo della serie Giants), pubblicato in Italia con il titolo Lo scheletro impossibile nel 1978 (Urania, n.739).
- The Genesis Machine 1978
- The Gentle Giants of Ganymede, 1978 (Secondo della serie Giants), pubblicato in Italia con il titolo Chi c'era prima di noi nel 1978 (Urania, n.765).
- Racconto Assassin (antologia Stellar 4) 1978
- The Two Faces of Tomorrow 1979
- Racconto Silver Shoes for a Princess (antologia Destinies vol.1) 1979
- Thrice Upon a Time 1980
- Racconto Sword of Damocles (antologia Stellar 5) 1980
- Racconto Neander-Tale 1980 (rivista Fantasy & SF) 1980, pubblicato in italiano con il titolo Neander Story in appendice al n.890 di Urania, nello stesso anno.
- Racconto Till Death Us Do Part (antologia Stellar 6) 1981
- Giants' Star 1981 (Terzo della serie Giants), pubblicato in Italia con il titolo La stella dei giganti nel 1982 (Urania, n.931)
- Racconti Making Light e Identity Crisis (antologia Stellar 7) 1981
- Voyage From Yesteryear 1982
- Code Of the Lifemaker 1983
- The Proteus Operation 1985
- Endgame Enigma 1987
- Racconti Generation Gap, Inside Story, Down to Earth, Rules Within Rules, The Pacifist, Fortune Cookie, Merry Gravmas e The Absolutely Foolproof Alibi (nel volume ''Mind, Machines & Evolution, insieme ad altri già pubblicati) 1988
- The Mirror Maze 1989
- Racconto Leapfrog (antologia What Might Have Been) 1989
- The Infinity Gambit 1991
- Entoverse 1991 (Quarto della serie Giants)[1]
- The Multiplex Man 1992
- Racconto Last Ditch (antologia Analog) 1992
- The Immortality Option 1995 (continuazione di Code of the Lifemaker)
- Realtime Interrupt 1995
- Racconto Zap Thy Neighbor (antologia How to Save the World) 1995
- Paths to Otherwhere 1996
- Bug Park 1997
- Racconto Madam Butterfly (antologia Free Space) 1997
- Star Child 1998 (dall'ampliamento del racconto Silver Shoes for a Princess del 1979)
- Outward Bound 1999
- Racconto Out of Time (nel volume Rockets Redheads & Revolution, insieme ad altri già pubblicati) 1999
- Cradle of Saturn 1999
- The Legend that was Earth 2000
- Racconto Convolution (antologia Past Imperfect) 2001
- Racconti His Own Worst Enemy e The Kahl of Tadzhikstan (raccolta Martian Knightlife) 2001
- Racconto Take Two (antologia Silicon Dreams) 2001
- The Anguished Dawn 2003 (continuazione di Cradle of Saturn)
- Racconto Jailhouse Rock (antologia Cosmic Stories: Adventures in Sol System) 2004
- Racconto The Colonizing of Tharle (antologia Visions of Liberty) 2004
- Racconto The Tree of Dreams (antologia Cosmic Stories: Far Future Planet Stories) 2005
- Mission to Minerva 2005 (Quinto della serie Giants)
- Racconti Decontamination Squad, The Falcon e The Guardians (raccolta Catastrophe, Creation & Convolution, insieme ad altri già pubblicati) 2005.

Raccolte di opere sia narrative che saggistiche sono:
- Mind, Machines & Evolution 1988
- Rockets Redheads & Revolution 1999
- Catastrophe, Creation & Convolution 2005

I primi tre romanzi della serie Giants sono apparsi in un unico volume nel 1982 (con il titolo The Minervan Experiment) e nel 1991 (con il titolo The Giants Novels).
Dal romanzo The Two Faces of Tomorrow è stata tratta nel 1993 una serie manga dello stesso titolo, disegnata da Yukinobu Hoshino e tradotta negli Stati Uniti nel 1997.